# Herborn
Pour les articles homonymes, voir Herborn (homonymie).
Herborn est une ville allemande située dans l'arrondissement de Lahn-Dill et dans le land de Hesse.

## Géographie

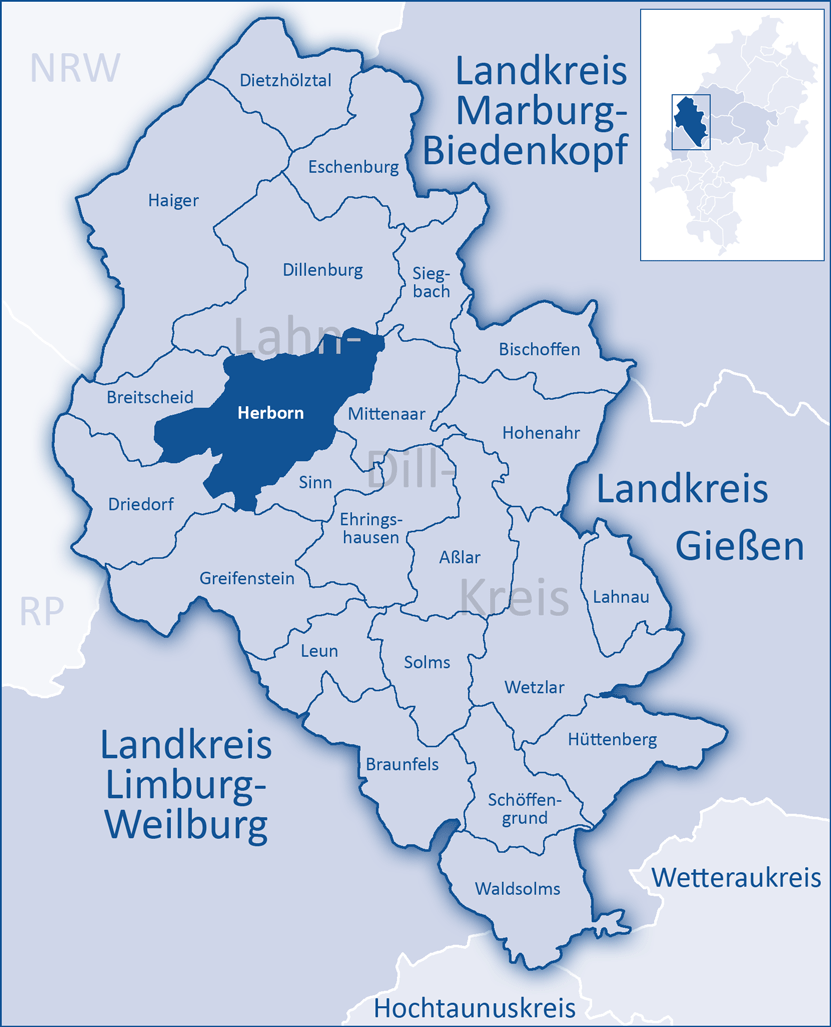
Situation de la ville de Herborn dans l’arrondissement de Lahn-Dill

## Histoire
| Appartenances historiques Comté de Nassau 1093-1303 Comté de Nassau-Dillenbourg 1303-1654 Principauté de Nassau-Dillenbourg 1654-1739 Principauté d'Orange-Nassau 1739-1806 Grand-duché de Berg 1806-1813 Principauté d'Orange-Nassau 1813-1815 Duché de Nassau 1815-1866 Royaume de Prusse (Province de Hesse-Nassau) 1866-1918 République de Weimar 1918-1933 Reich allemand 1933-1945 Allemagne occupée 1945-1949 Allemagne 1949-présent |

## Jumelages
La ville de Herborn est jumelée avec :
- Pertuis (France) depuis 1968
- Guntersdorf (Autriche)
- Schönbach (Autriche) depuis 1989
- Iława (Pologne) depuis avril 1998
- Alton (Grande-Bretagne)
- Tholen (Pays-Bas)
- Postfalls (États-Unis)
- Gargzdai (Lituanie)
- Utiel (Espagne)
- Este (Italie)
- Ruhija (Tanzanie)
- Linköping (Suède)

## Personnalités liées
- Michael Heck (né en 1964), chanteur allemand